# Колесников, Владимир Александрович (легкоатлет)
Влади́мир Алекса́ндрович Коле́сников (19 июля 1946, Солнечногорск, Московская область — 5 января 2020, Москва) — советский легкоатлет, специалист по бегу на средние дистанции. Выступал за сборную СССР по лёгкой атлетике в конце 1960-х — начале 1970-х годов, чемпион Европы в помещении, призёр первенств всесоюзного значения. Представлял Москву и физкультурно-спортивное общество «Динамо».

## Биография
Владимир Колесников родился 19 июля 1946 года.
Занимался лёгкой атлетикой в Москве, выступал за всесоюзное физкультурно-спортивное общество «Динамо».
Впервые заявил о себе на всесоюзном уровне в сезоне 1969 года, когда на чемпионате СССР в Киеве стал бронзовым призёром в беге на 800 метров — с результатом 1.49,2 уступил здесь только ленинградцу Сергею Крючку и киевлянину Евгению Аржанову.
В 1970 году вошёл в состав советской сборной и выступил на чемпионате Европы в помещении в Вене, где вместе с соотечественниками Александром Конниковым, Сергеем Крючком и Иваном Ивановым одержал победу в шведской эстафете 400 + 600 + 800 + 1000 метров.

## Семья
- Сестра Надежда Колесникова (род. 1948) — советская легкоатлетка.